# Žigmund Pálffy
Žigmund "Ziggy" Pálffy, född 5 maj 1972 i Skalica, Tjeckoslovakien, nu Slovakien, är en slovakisk före detta professionell ishockeyspelare. Han draftades av New York Islanders i andra rundan av 1991 års NHL-draft och spelade för tre lag i NHL: New York Islanders 1993-1999, Los Angeles Kings 1999-2004 och 42 matcher för Pittsburgh Penguins 2005–06. 2007–2013 spelade han för HK 36 Skalica i Slovakien. I juli 2013 meddelade Pálffy officiellt att han avslutar sin karriär.

## Statistik

### Klubbkarriär
| 1990–91    | HK Dynamax Nitra        | Extraliga  | 50  | 34  | 16  | 50  | 18  | —  | —  | —  | —  | —  |
| 1991–92    | Dukla Trenčín           | Extraliga  | 32  | 23  | 24  | 47  | —   | 13 | 18 | 8  | 26 | —  |
| 1992–93    | Dukla Trenčín           | Extraliga  | 43  | 38  | 41  | 79  | 0   | —  | —  | —  | —  | —  |
| 1993–94    | Salt Lake Golden Eagles | IHL        | 57  | 25  | 32  | 57  | 83  | —  | —  | —  | —  | —  |
| 1993–94    | New York Islanders      | NHL        | 5   | 0   | 0   | 0   | 0   | —  | —  | —  | —  | —  |
| 1994–95    | Denver Grizzlies        | IHL        | 33  | 20  | 23  | 43  | 40  | —  | —  | —  | —  | —  |
| 1994–95    | New York Islanders      | NHL        | 33  | 10  | 7   | 17  | 6   | —  | —  | —  | —  | —  |
| 1995–96    | New York Islanders      | NHL        | 81  | 43  | 44  | 87  | 56  | —  | —  | —  | —  | —  |
| 1996–97    | Dukla Trenčín           | Extraliga  | 1   | 0   | 0   | 0   | 0   | —  | —  | —  | —  | —  |
| 1996–97    | New York Islanders      | NHL        | 80  | 48  | 42  | 90  | 43  | —  | —  | —  | —  | —  |
| 1997–98    | New York Islanders      | NHL        | 82  | 45  | 42  | 87  | 34  | —  | —  | —  | —  | —  |
| 1998–99    | HK 36 Skalica           | Extraliga  | 9   | 11  | 8   | 19  | 9   | —  | —  | —  | —  | —  |
| 1998–99    | New York Islanders      | NHL        | 50  | 22  | 28  | 50  | 34  | —  | —  | —  | —  | —  |
| 1999–00    | Los Angeles Kings       | NHL        | 64  | 27  | 39  | 66  | 32  | 4  | 2  | 0  | 2  | 0  |
| 2000–01    | Los Angeles Kings       | NHL        | 73  | 38  | 51  | 89  | 20  | 13 | 3  | 5  | 8  | 8  |
| 2001–02    | Los Angeles Kings       | NHL        | 63  | 32  | 27  | 59  | 26  | 7  | 4  | 5  | 9  | 0  |
| 2002–03    | Los Angeles Kings       | NHL        | 76  | 37  | 48  | 85  | 47  | —  | —  | —  | —  | —  |
| 2003–04    | Los Angeles Kings       | NHL        | 35  | 16  | 25  | 41  | 12  | —  | —  | —  | —  | —  |
| 2004–05    | HK 36 Skalica           | Extraliga  | 8   | 10  | 3   | 13  | 6   | —  | —  | —  | —  | —  |
| 2004–05    | HC Slavia Prag          | Extraliga  | 41  | 21  | 19  | 40  | 30  | 7  | 5  | 2  | 7  | 2  |
| 2005–06    | Pittsburgh Penguins     | NHL        | 42  | 11  | 31  | 42  | 12  | —  | —  | —  | —  | —  |
| 2007–08    | HK 36 Skalica           | Extraliga  | 46  | 30  | 45  | 75  | 93  | 13 | 7  | 17 | 24 | 26 |
| 2008–09    | HK 36 Skalica           | Extraliga  | 53  | 52  | 47  | 99  | 46  | 17 | 12 | 15 | 27 | 12 |
| 2009–10    | HK 36 Skalica           | Extraliga  | 36  | 17  | 36  | 53  | 28  | 6  | 6  | 6  | 12 | 18 |
| 2011–12    | HK 36 Skalica           | Extraliga  | 48  | 26  | 57  | 83  | 76  | 6  | 3  | 4  | 7  | 6  |
| 2012–13    | HK 36 Skalica           | Extraliga  | 39  | 26  | 47  | 73  | 103 | 7  | 3  | 5  | 8  | 2  |
| NHL totalt | NHL totalt              | NHL totalt | 684 | 329 | 384 | 713 | 322 | 24 | 9  | 10 | 19 | 8  |

### Internationellt
| År            | Lag             | Turnering     | Matcher | Mål | Assist | Poäng | Utv |
| ------------- | --------------- | ------------- | ------- | --- | ------ | ----- | --- |
| 1991          | Tjeckoslovakien | JVM           | 7       | 7   | 6      | 13    | 2   |
| 1991          | Tjeckoslovakien | CC            | 5       | 1   | 0      | 1     | 2   |
| 1992          | Tjeckoslovakien | JVM           | 6       | 3   | 1      | 4     | 6   |
| 1994          | Slovakien       | OS            | 8       | 3   | 7      | 10    | 8   |
| 1996          | Slovakien       | VM            | 5       | 2   | 0      | 2     | 10  |
| 1996          | Slovakien       | WC            | 3       | 1   | 2      | 3     | 2   |
| 1999          | Slovakien       | VM            | 6       | 5   | 5      | 10    | 6   |
| 2002          | Slovakien       | OS            | 1       | 0   | 0      | 0     | 0   |
| 2002          | Slovakien       | VM            | 3       | 1   | 6      | 7     | 2   |
| 2003          | Slovakien       | VM            | 9       | 7   | 8      | 15    | 18  |
| 2005          | Slovakien       | VM            | 7       | 5   | 4      | 9     | 10  |
| 2010          | Slovakien       | OS            | 7       | 0   | 3      | 3     | 8   |
| Junior totalt | Junior totalt   | Junior totalt | 13      | 10  | 7      | 17    | 8   |
| Senior totalt | Senior totalt   | Senior totalt | 54      | 25  | 35     | 60    | 66  |